# 立川バス上水営業所
立川バス上水営業所（たちかわバスじょうすいえいぎょうしょ）は、東京都立川市幸町に所在する立川バスの営業所。営業所記号はJ。最寄りバス停留所は上水営業所。立川バスの現存する営業所としては最古のものである。
西武拝島線玉川上水駅近くの芋窪街道沿いに位置する。芋窪街道沿いに上下各1本と下り営業出庫用に構内1本、高速バス用に待合室を備えた乗り場の4か所がある。

## 歴史
1966年6月開設。同月に国立操車場が設置され、2年後の1970年に国立営業所へ昇格している。主に立川駅北部および立川駅以東の路線を担当する。
上水営業所が開設される前は、本社に併設されていた高松町営業所、現在の多摩都市モノレール砂川七番駅近くにあった砂川営業所（いずれも廃止）の2営業所が担当していたが、いずれも敷地面積が手狭だったことと、ワンマン車の導入にあたりこれに適した営業所として新設された。
後の上水、国立、拝島、瑞穂の4営業所時代には、広いエリアと多数の路線を担当した。2000年9月30日の国立営業所の廃止に伴い、担当していた路線の3分の2を上水営業所が継承した。
2018年7月1日には拝島・瑞穂の両営業所が福生営業所に統合され、その際のダイヤ改正により拝島営業所から音高線と郵政循環の移管を受け、富士見町団地線を除いた旧国立営業所管轄路線の継承に至っている。

## 現行路線

### 立川駅 - 柏町青柳循環線
- 立18-1：立川駅北口 - 災害医療センター東 - 裁判所前 - 泉町住宅モノレール本社 - 柏町青柳住宅 - 砂川七番 - 砂川七番駅 - 上水営業所 - 玉川上水駅南口
- 立28：立川駅北口 → 高松町三丁目 → 立飛本社前 → 柏町青柳住宅 → 泉町住宅モノレール本社 → 裁判所前 → 災害医療センター東 → 立川駅北口（柏町青柳循環）（平日・休日運休）

立川駅から砂川地区南側を運行する路線で、2009年（平成21年）4月20日の東京地方裁判所立川支部の開庁（八王子市より移転）に先立ち、「裁判所線」として立16（立川駅北口 - 裁判所前 - 東中神駅北）が新設された。その後、他路線にも「裁判所前」停留所が設置された。立16は新設から僅か1ヶ月後の同年5月16日に拝島営業所へ移管されるが、上水営業所では現在も立18-1および立28を担当している。
立28は土曜早朝に1便運行され、それ以外は全て立18-1が運行される。2018年（平成30年）7月1日のダイヤ改正で立18が廃止された。

### 立川駅 - 玉川上水駅 - 村山団地線
- 立20-1：立川駅北口 - 高松町三丁目 - 立飛本社前 - 砂川七番 - 砂川七番駅 - 上水営業所 - 玉川上水駅南口
- 立21：立川駅北口 - 熊野神社前 - 立飛本社前 - 砂川七番 - 砂川七番駅 - 上水営業所 - 玉川上水駅南口（土曜運行）
- 立21-2：立川駅北口 - 立飛東門 - 砂川七番駅 - 上水営業所 - 玉川上水駅南口
- 立22：立川駅北口 - 高松町三丁目 - 立飛本社前 - 砂川七番 - 砂川七番駅 - 上水営業所 - 玉川上水駅入口 - 桜街道 - 村山団地
- 立22：上水営業所（構内） → 玉川上水駅入口 → 桜街道 → 村山団地 → 団地中央 → 桜街道 → 玉川上水駅入口 → 上水営業所 → 砂川七番駅 → 砂川七番 → 立飛本社前 → 高松町三丁目 → 立川駅北口
- 立23：立川駅北口 - 高松町三丁目 - 立飛本社前 - 砂川七番 - 砂川七番駅 - 上水営業所 - 玉川上水駅 - 桜街道 - 村山団地
- 立25-1：立川駅北口 - 高松町三丁目 - 立飛本社前 - 砂川七番 - 砂川七番駅 - 上水営業所 - 玉川上水駅
- 玉10：玉川上水駅 - 桜街道 -（←団地中央 / 東大和警察署→）- 村山団地
- 玉10-1：上水営業所（構内） → 桜街道 → 村山団地 → 団地中央 → 桜街道 → 玉川上水

立川駅から芋窪街道を北進し、西武拝島線玉川上水駅を経由して都営村山団地へ至る、上水営業所の主力路線。中心運用は立23、玉10で、村山団地周辺は反時計回りの循環運行を行うが、立川駅発着路線と玉川上水駅発着路線の運用がセットとなっているため、循環区間の間に入れ替わることがある。
歴史は古く、上水営業所が開設される直前の1966年4月、都営村山団地の入居開始とともに立川駅へのアクセス路線として開通した。運行開始時は循環運行を行っていなかったが、1967年に村山団地の建設工事が完了、翌1968年には循環運転を開始した。当時の村山団地停留所は「折返場」として存続していたが、1997年に全便が団地付近を循環運行とすると、折返場は閉鎖された。
1999年には整備された玉川上水駅南口発着の路線を新設し、玉川上水駅・上水営業所から村山団地を経由して戻る玉10の運行を開始した。2009年6月16日のダイヤ改正で、立22の大半を立23とし、玉川上水駅への乗り入れを開始した。
なお、2018年7月1日のダイヤ改正で日中は立23の運行が廃止され、立川駅 - 玉川上水駅間は立20-1と同日新設された立25・立25-1に振り替えられた。立川駅北口から村山団地方面へは、玉川上水駅で乗り換えるよう案内されている。
2022年現在、立23は日中も運行されているが、立25は2022年3月16日のダイヤ改正で廃止されている。

### 立川駅 - 立飛循環
- 立27：立川駅北口 → 高松町三丁目 → 立飛本社前 → 立飛東門 → 202号棟（一般乗降不可） → 保安本部（一般乗降不可） → 立飛東門 → 立飛本社前 → 高松町三丁目 → 立川駅北口（土曜・休日運休）
- 立27-1：202号棟（一般乗車不可） → 保安本部（一般乗降不可） → 立飛東門 → 立飛本社前 → 高松町三丁目 → 立川駅北口（土曜・休日運休）
- 立26：立川駅北口 → 立川地方合同庁舎 → 立飛東門 → 立飛本社前 → 高松町三丁目 → 立川駅北口（立飛東門循環）

立川駅北部にある、不動産賃貸業を営む「立飛企業（立飛リアルエステート）」が、立飛構内と呼ばれる土地を各企業（配送センターなど）に貸し出しており、そこへ直通する通勤路線である。そのため土曜・休日は運休する。立飛構内（202号棟→保安本部間）まで乗り入れるが、実際に乗車する通勤客はいない。立飛東門から先の4停留所は立飛企業の私有地内に存在するが、その区間も含めて一般路線扱いとなる。2006年にモノレール軌道下の道路が公道（東大通り線）として開通する前は、この道路と立飛東門停留所も立飛構内に属しており、東門（守衛所）も同停留所の東側に位置していた。
元は立飛構内を横断する経路だったが、1998年11月27日の多摩都市モノレール開業によって新立川航空先回り（立89）が廃止され、運行本数も2017年現在で平日朝１本（立27）、平日夕方1本（立27-1）と非常に少なくなってしまった。
立飛構内の停留所は、上記経路でいうと立飛東門から先、「202号棟」「204号棟」「221号棟」「保安本部」の4停留所である。この4停留所では通門証保持者以外は降車禁止である。この4停留所で降車しなければ、通門証が無くてもそのまま立川駅方面へ乗車することは可能だが、立飛構内出入口の守衛所では停車しないため、構内4停留所で降車する乗客は事前もしくは事後に通門証などの取得が必要である。立27・27-1に乗車して構内4停留所で降車する場合、乗務員による通門証確認などは行われていないが、前述のように立飛構内は私有地であるため、通門証を保持していないと不法侵入となる可能性があるので注意が必要である。
立26は2014年6月に新設されたが、2015年のダイヤ改正で大幅減便された。2023年6月時点での運行本数は、立川地方合同庁舎先回りが平日朝に2本のみの運行となっている。ただし、立飛駅前のアリーナ立川立飛でのイベント開催時には増発運行されることがある。

### 立川駅・玉川上水駅 - 若葉町団地・武蔵野美術大学線
- 立30：立川駅北口 - 高松町三丁目 - 西武バス立川営業所 - 栄町二丁目 - 砂川九番 - 若葉小学校 - 若葉町団地 - 武蔵野美術大学
- 立30-1：立川駅北口 -（急行・無停車）- 武蔵野美術大学（不定期）
- 立31：立川駅北口 - 高松町三丁目 - 西武バス立川営業所 - 栄町二丁目 - 砂川九番 - 若葉小学校 - 若葉町団地
- 玉17：玉川上水駅南口 - 上水営業所 - 砂川七番駅 - 砂川七番 - 砂川九番 - 若葉町交差点 - 若葉町団地 - 武蔵野美術大学
- 玉18：玉川上水駅南口 - 上水営業所 - 砂川七番駅 - 幸町一丁目 - 砂川九番 - 若葉町交差点 - 若葉町団地

立川駅から立川通りを走り、若葉町団地を結ぶ路線で、多くがその先、小平市小川町の武蔵野美術大学までを結ぶ。栄町二丁目以北も立川通りを走る路線としては立川バスで唯一で、1965年に小平団地線として開通したのが起源である。1971年に若葉町団地線が開業すると、小平団地線が若葉町団地線経由へ経路変更され、若葉町団地線は昭和工業高校（現・昭和第一学園）- 榎戸弁天間が無停車扱いとなった。小平団地線は1984年に廃止され、残った若葉町団地線が現在も運行を続けている。
2011年5月16日より、立川八小線からの立川バスの撤退と、西武バス幸町団地線の立川八小前経由への経路変更による通過本数減少による埋め合わせで、それまで無停車扱いだった昭和第一学園・東栄会・榎戸弁天の停車を再開した。2018年3月16日、武蔵野美術大学まで運行する立30が新設され、若葉町交差点経由の立31-2は廃止となった。立30-1は武蔵野美術大学の催事にあわせ、途中無停車で運行される増発便である。立川駅発着の系統は、2022年3月16日のダイヤ改正で日中は立30に統一されている。
玉17は従来の若葉町団地 - 上水営業所間の回送運用を営業化したもので、2016年9月1日に運行を開始。2018年3月16日より玉17は武蔵野美術大学まで延長され、若葉町団地発着・すずかけ通り経由の玉18が新設された。もともと立川市のコミュニティバスとして運行を模索していた経緯からか、後述の弁天出入庫線などと違って往復とも玉川上水駅南口発着となっているが、玉川上水駅南口バス停は少し上水営業所寄りの2番乗り場から発車となる。

### 立川駅 - けやき台団地線
- 立51：立川駅北口 - 高松町三丁目 - 西武バス立川営業所 - 栄町二丁目 - 上弁天 - けやき台団地

上弁天付近の道路が狭隘であることや、国立・けやき台団地線の方が主力となっていることもあって、原則として中型車で運行される。平日・土曜・休日とも同一ダイヤで運行されており、2017年11月1日のダイヤ改正まで10年以上もダイヤ改正が行われなかった。2019年5月16日から西武バスの撤退により、ダイヤはそのまま西武担当便だった分も含めて全便立川バスの運行となった。

### 立川駅 - 北町線
- 立53：立川駅北口 - 高松町三丁目 - 西武バス立川営業所 - 立川国際中等教育学校 - 多摩車検場 - 北町

西武バス立川営業所 - 北町間が狭隘区間であるために中型車で運行されているが、沿線の立川国際中等教育学校の入試や学校のイベントがある際には大型車の運行もある。2003年12月16日に国19（立川駅北口 - 北町 - 音高 - 国立駅南口）が廃止されて以降は、立53のみ運行されている。

### 立川駅 - 市役所 - 砂川五番 - 玉川上水駅線
- 立90：立川駅北口 - 災害医療センター - 立川市役所 - 砂川五番 - 柏町四丁目 - 上水営業所 - 玉川上水駅南口

1979年2月に砂川循環として開通した後、1989年に防災センター経由へ経路変更、1992年に南北道路を経由する防災循環線が新設された。1996年2月13日に折返系統が新設されると砂川循環が廃止され、1998年11月27日の多摩都市モノレール開業によるダイヤ改正で防災循環線も廃止された。2002年には残った折返系統も廃止されると同時に曙町経由へ経路変更が実施され、2008年に現在の消防署線が再度新設（瑞穂担当）されるなど、路線の改変・経路変更が多く実施された路線である。
なお、立川駅→玉川上水駅方向は、平日夕方のみ3本、玉川上水駅→立川駅方向は平日午前中に2本、夕方に4本の合計6本と方向により本数に差があるのが特徴である。

### 立川駅 - 玉川上水駅 - イオンモール線
- 玉12-1：玉川上水駅 - 桜街道 - 団地中央 - 東京小児療育病院南 - 東経大入口 - 新海道 - 武蔵村山病院 - イオンモール（イオンモール発のみ深夜バス運行）
- 玉12-2：玉川上水駅 - 桜街道 - 団地中央 - 東京小児療育病院南 - 東経大入口 - 武蔵村山病院

玉川上水駅から村山団地の南側を西進し、イオンモールむさし村山・武蔵村山病院へ向かう路線で、「玉12」を名乗る系統としては2代目である。2006年11月16日に玉12（玉川上水駅 - 三本榎 - ダイヤモンドシティ）として開通し、2008年2月16日に「ダイヤモンドシティ・ミュー」からイオンモールむさし村山に改称すると新海道経由が開通し、路線の多くが新海道経由に経路変更を行った。三本榎経由は一日1往復までの大減便を経て2010年4月16日に廃止、玉12-2を新設した。
2018年7月1日のダイヤ改正で、玉12-1の平日午前中の一部を除く日中全便と土休日11〜15時のイオンモール発の半数が、立25として玉川上水駅から先が立川駅北口まで延伸された。また同日から、イオンモール行きのバスの行先表示が全て「イオンモールむさし村山」に変更された。ただし、立川バスでは停留所の正式名称は「イオンモール」のまま変更していない。なお、西武バスでは停留所名が「イオンモールむさし村山」に2018年9月1日付で変更されている（西武バス沿線には他にもイオンモールがあるため）。その後、2022年3月16日のダイヤ改正で立25は廃止された。
平日・土休日とも、イオンモール23:40発のみ深夜バスが運行されている。これは閉店後のイオンモール従業員の通勤利便確保の意味合いが強い。かつては玉12-3として、玉川上水駅から無停車で立川駅北口まで直通運行していた。

### 立川駅 - 松中団地線
- 立14-3：立川駅北口 - 高松町三丁目 - 立飛本社前 - 柏町二丁目 - 砂川三番 - 天王橋 - 松中団地 - 松中団地操車場

立川駅北口 - 松中団地操車場の路線は、以前より福生営業所所管であったが、2021年1月16日改正より一部便が上水営業所の担当となり共管となった。
ただし、立川市役所経由や拝島駅行きなどの路線は福生営業所が単独運行し、共管となるのは本系統のみとなる。

### 玉川上水駅 - 芋窪線
- 玉13：玉川上水駅 - 桜街道 - 桜街道駅 - 上北台駅 - 芋窪（土曜・休日運休）
- 玉13：上水営業所（構内） → 桜街道 → 桜街道駅 → 上北台駅（旧道） → 芋窪（土曜・休日運休）

「芋窪」停留所は西武バス・都営バスの「貯水池下」停留所と同じ場所に位置する。この少し先へ行ったところに立川バス専用の折返場があるが、主に武蔵村山市内循環バスの休憩用として使うことがほとんどである。西武バス・都営バスにも「芋窪」停留所があるが、これは「貯水池下」停留所の一つ東にある。
1938年3月15日に開通。当初は村山貯水池が終点で、1952年に北野まで延伸された。現在の本線格である村山団地線が開設されるまでは、芋窪街道を走る本線格の路線として立川駅から運行していた。自治体統計書によれば、村山団地線の開設後も減便なく運行を維持していたが、1975年に芋窪 - 北野間が廃止された。
その後、1998年11月27日の多摩都市モノレール開業により、上北台駅以北を除いて全線が並行するため大幅に減便されたが、この時は路線短縮は見送られ、平日昼間と土曜午前中が玉川上水駅発着へ変更しただけの最小限な変更に留まった。立川駅行きが運行されない時間帯は、村山団地線との玉川上水駅入口での乗継乗車券が発行されたが「村山団地線のどの便が芋窪線に接続するか」についての情報はなかった。
2000年4月1日のダイヤ改正で、立川駅発着便は平日・土曜のラッシュ時だけとなり、残りは全て玉川上水駅発着に短縮された。さらに10月の改正では平日・土曜のラッシュ時の立川便と、休日朝夕の玉川上水駅便だけとなり、2001年4月16日には立川駅発着便が完全に廃止された。
多摩都市モノレール開通前は、砂川七番駅・桜街道駅・上北台駅の3停留所が存在せず、当時の近隣停留所も設置されていなかった。また、上北台駅付近は現在のように整備されておらず、芋窪街道旧道経由で芋窪まで直線上に運行しており、新青梅街道と交差するやや南側に「北台停留所」が存在した（廃止された芝中団地線もここを通っていた）。これらがモノレール開通後、モノレール直下を通る上北台駅（新道）経由に経路変更されて現在に至る。
なお、朝の上水営業所→芋窪行きには、上北台駅停留所を経由せずに従来の北台停留所を経由する便も残存しているが、現在は北台停留所も「上北台駅」と改称している。
現在は、平日早朝に新道経由・旧道経由合わせて1日3本のみが運行される。

### 立川駅 - 玉川上水駅 - 上北台駅 - 西武球場前線
- 立川駅北口 -（直通）- 玉川上水駅 -（直通）- 上北台駅 -（直通）- 西武球場前（ベルーナドーム）（プロ野球・イベント開催日のみ運行）
- 上北台駅 -（直通）- 西武球場前（ベルーナドーム）（プロ野球・イベント開催日のみ運行）

西武バス立川営業所と共同運行。かつては西武バスが単独で担当しており、時期によって所沢駅発着や立川駅北口発着の立36系統という路線が存在していた。多摩モノレール開通後の1999年シーズンより上北台駅発着で運行していたが、2015年7月24日の運行から立川バスが運行に加わり、現行のパターンになった。
ベルーナドームでの野球・イベント開催日に限り、立川駅北口および玉川上水駅・上北台駅から臨時直通バスが運行される。ダイヤはプロ野球の試合開始時間によって異なるほか、ライブなどのイベント開催時の運行はその都度、立川バスと西武バスのホームページにて告知される。
野球開催日の基本運行パターンは、行きは試合開始4時間前から立川駅発玉川上水駅・上北台駅経由ベルーナドーム行きを20分間隔で3本運行した後、上北台駅発ベルーナドーム行きを15分間隔で9本運行する。いずれも途中降車はできず、3本あたり立川バス1本、西武バス2本の割合で担当する。帰りは試合開始2時間後に、西武バスが上北台駅行きを1本のみ運行し、試合終了後から立川駅行きを随時運行、試合終了30分後に最終バスが発車する。帰りはベルーナドームからのみ乗車が可能。いずれも両社の各種定期券、IC一日乗車券は利用できない。
特筆すべき事項として「埼玉VS.千葉シリーズ」開催時には、千葉ロッテマリーンズのラッピングが施された京成バス新都心営業所の車両が運行することがある（西武バス担当便のみ）。
2023年シーズンでは、多摩湖周辺の道路工事に伴う交通規制で大幅な遅延が予想されることから、土休日の1軍公式戦開催日のみの運行に縮小し、平日の試合開催日は運行しなかった。

### 国立駅 - 一橋大学 - 矢川駅線
- 国10：国立駅南口 - 桐朋 - 富士見台第一団地 - 矢川駅 - 国立泉団地入口 - (国立泉団地非経由) - 国立操車場
- 国10-2：国立駅南口 - 桐朋 - 富士見台第一団地 - 矢川駅 - 国立泉団地入口 - 国立泉団地 - 国立操車場
- 国11：国立駅南口 - 桐朋 - 富士見台第一団地 - 矢川駅
- 国12：国立駅南口 - 桐朋 - 富士見台第一団地 - 谷保駅
- 国41：国立駅南口 - 桐朋 - 富士見台第一団地 - 矢川駅 - 国立泉団地

国立営業所廃止により、2000年10月1日に移管された。国立操車場はかつての国立営業所にあたる。
国立駅南口から南武線矢川駅周辺を結ぶ南北連絡路線。メイン路線は国11で日中でも毎時4本程度、それに国10-2（休日のみ国10）が毎時1本程度加わり、国立駅 - 矢川駅間は、日中では毎時5本程度の運行。国立駅 - 第一団地間は京王バスと並行するのでさらに本数が多い。国12は国立駅と谷保駅を結ぶというより、国11や国10-2の朝ラッシュ時の積み残し対策として運行され、平日の朝のみの運行である。かつては京王電鉄バスとの共同運行であった。
国10と国10-2の違いは国立泉団地に立ち寄るかどうかであり、平日と土曜はほとんどが国10-2として同団地に立ち寄るダイヤなのに対し、休日は国10がほとんどである。国41は国立泉団地で終点となる便で、現在平日夜1本のみの運行で、国10-2の区間便のような位置付けになっている。

### 音高線・郵政循環
- 国15：国立駅南口 - 音高 - 立川六小 - ふれあい相互病院 - 立川駅北口（音高線）
- 国15-1：国立駅南口 - 音高 - 立川六小 - ふれあい相互病院 - オニ公園 - 立川駅南口（音高線）
- 国20-2：国立駅南口 → 音高 → 富士見台四丁目 → 東羽衣町 → 音高 → 国立駅南口（郵政循環・午前廻り）
- 国20-2：国立駅南口 → 音高 → 東羽衣町 → 富士見台四丁目 → 音高 → 国立駅南口（郵政循環・午後廻り）
- 国20-5：立川駅南口 → たましんRISURUホール → 西国立駅入口 → 東羽衣町 → 音高 → 国立駅南口（出庫・朝のみ）

音高線は国立営業所廃止により、2000年10月1日に拝島営業所に移管され、拝島営業所所管時代は、郵政循環と合わせて唯一国立市内に乗り入れる路線であった。音高（国立音大付属高校）- 立川六小間の一部道路が狭隘なため中型車での運行が主力となっている。国立営業所 → 拝島営業所時代には大型車や、近年の土休日には中型長尺車の運行もあったが、上水移管後は一部区間の荷重制限の関係もあり中型車に統一された。
立川駅南口発着の国15-1は、立川駅南口の駅前再開発とロータリー整備の進捗により開設され、この時点で大部分の便が国15より移行し定時性が大幅に向上した。拝島営業所へは後年開設された立86で出入庫を行っていたほか、立川駅南口から回送の上で富士見町操車場で中休となる運用も存在した。
現在は、国15-1が終日毎時2本程度の運行で主力となっており、国15は2020年9月5日ダイヤ改正以降立川発が平日朝1本、国立発が土曜・休日夜の2本のみ運行の事実上免許維持路線となっているが、立川駅南口周辺の催事の際には迂回扱いでほぼ終日運行されることもある。
国20-2（郵政循環）は、それまでの羽衣循環線を改編して設定された。名前の通り中央郵政研修センター周囲を巡回しており、現在は主に平日朝夕のみの運行。かつて運行されていた国20-3・20-4と国20-5の区間便は出入庫を兼ねており、起終点から拝島営業所までの間を長駆回送されていた。路線開設当初は上水営業所と共同運行だった時期があったが、比較的短期間で拝島営業所の専任に変更されていたため、上水営業所の担当は復活ともいえる。
国20-5は朝のたましんRISURUホール始発のみで、2020年9月5日ダイヤ改正時点では平日3本、土曜・休日は2本のみの運行で、唯一西国立駅入口バス停を通る路線となっている。
2018年7月1日のダイヤ改正で国20-3、国20-4は廃止、そのほかの系統は全て上水営業所に移管となり、出入庫の関係で平日夜に国15の運行が復活。また国20-5は休日に初設定（たましんRISURUホール→東羽衣町間を延長）となった。
2020年9月5日のダイヤ改正で国15-1系統のふれあい相互病院 - 立川駅南口間の経路が変更され、「オニ公園」停留所が新設された。京王電鉄バス（廃止時は京王バス中央）のバス停ポールを間借りしていた「錦町一丁目」「子ども未来センター」の両停留所は廃止となった。
2022年9月16日のダイヤ改正で、国20-5は立川駅南口→たましんRISURUホール間が延伸されたが、平日・土曜各1本のみの運行となり、休日は運休となった。

### 国立駅 - 郵政正門 - 矢川駅線
- 国16：国立駅南口 - 音高 - 郵政正門 - 矢川駅 - 国立泉団地入口 - (国立泉団地非経由) -  国立操車場
- 国16-2：国立駅南口 - 音高 - 郵政正門 - 矢川駅
- 国16-3：国立駅南口 - 音高 - 郵政正門 - 矢川駅 - 国立泉団地入口 - 国立泉団地 - 国立操車場
- 国42：国立駅南口 - 音高 - 郵政正門 - 矢川駅 - 国立泉団地

一橋大学経由ではなく、郵政正門を経由して南北を結ぶ系統である。平日日中は国16-3と国16-2が合わせて毎時2本運行されるが、土曜は国16-3が主体、休日は国16-3と国42が主体となって運行される。土休日は毎時1 - 2本程度である。

### 国立駅 - 国立循環線・三小出入庫線・RISURU線（旧立川市役所線）
- 国04：国立駅南口 ← 第三小学校 ← 桐朋 ← 国立西二丁目 ← 矢川駅
- 国13：国立駅南口 → 第三小学校 → 桐朋 → 国立西二丁目 → 郵政正門 → 音高 → 国立駅南口（国立循環・時計回り）
- 国13-2：国立駅南口 → 一橋大学 → 桐朋 → 第三小学校 → 国立駅南口（国立東循環・反時計回り）
- 国14：国立駅南口 → 音高 → 郵政正門 → 国立西二丁目 → 桐朋 → 第三小学校 → 国立駅南口（国立循環・反時計回り）
- 国14-2：国立駅南口 → 一橋大学 → 桐朋 → 国立西二丁目 → 郵政正門 → 音高 → 国立駅南口（国立西循環・時計回り）
- 国15-2：国立駅南口 - 第三小学校 - 桐朋 - 富士見台四丁目 - 立川病院 - たましんRISURUホール - 立川駅南口

国立駅南口から南武線に挟まれた地域を運行する路線。メインは国立駅と立川駅を結ぶ国15-2系統であり、終日毎時3本程度の運行であったが、現在は終日毎時2本程度の運行に減便されている。なお同路線のうち立川駅南口 - 創価学会立川文化会館間の立川通り部分は、かつて存在した立川市内循環のルートがおよそ15年ぶりに復活し、立川市役所バス停の国立方面（たましんRISURUホール正面玄関前）のバスベイも当時の区画をそのまま流用している。
国13系統は国立駅 - 学園通り西までは国15-2系統と同じであるが、その後に郵政正門・音高へ向かい国立駅に戻る系統である。国14系統はその逆回りであり、国13系統が土曜・休日の夜のみ、国14系統が平日・土曜の朝のみの運行であり「国立循環」と称される。
国04系統はかつての国立営業所への出入庫線の名残で、朝に国立駅方向のみの運行。上水営業所への移管と同時に矢川駅発着に短縮された。
なお、国15-2系統の運行開始以降、たびたび停留所の改称や新設が行われている。
- 立川市役所 → アミューたちかわ → たましんRISURUホール
- 立川養護学校 → 富士見台四丁目
- 郵政大学 → 郵政研修センターグランド前
- 谷保住宅 → 国立西二丁目・学園通り西

このうち谷保住宅改称の際は、もともとあった立川方面と国立方面のバス停が信号を挟んで離れていたため、立川方面バス停だった場所を「国立西二丁目」、国立方面バス停だった場所を「学園通り西」にそれぞれ改称し、逆方向のバス停を新設している。
2018年10月16日より、立川病院の病棟新築移転に伴い、整備されていたロータリー内に新設されたバス停への乗り入れを開始した。これに伴って、誤乗防止の観点から立川病院発着前後のバスLED表示が変更されている。
2020年9月5日のダイヤ改正で立川駅南口 → 錦町二丁目間の国立駅方面行きの経路が変更され、柴崎町バス停は立川駅方面行きのみの設置となった。

### 国立駅 - けやき台団地線
- 国21：国立駅北口 - 稲荷神社 - 国分寺第三中学校入口 - 高木町 - けやき台団地（深夜バスあり）

けやき台団地関係の路線は国立駅北口発着と立川駅北口発着の2つがあるが、メインは国立発着である。比較的短距離だが稲荷神社で坂を登り、高木町まで大変狭い道を走るのが特徴である。稲荷神社 - 国分寺第三中学校入口間に第一待避所、国分寺第三中学校入口停留所に第二待避所を有し、この二箇所と高木町交差点の計三箇所に誘導員が常駐している。その他にも、バスと普通自動車がすれ違えるように道路が部分的に拡幅されている箇所があり、平日朝のピーク時には4分間隔で大型車を走らせている、屈指の高頻度運行路線である。
路線に急坂が介在する都合上、2013年頃までは主にツーステップバスが使用されていたが、使用車両の経年劣化やサービス上の問題もあり、現在はワンステップバスを主にノンステップバスでの運行も増えてきている｡

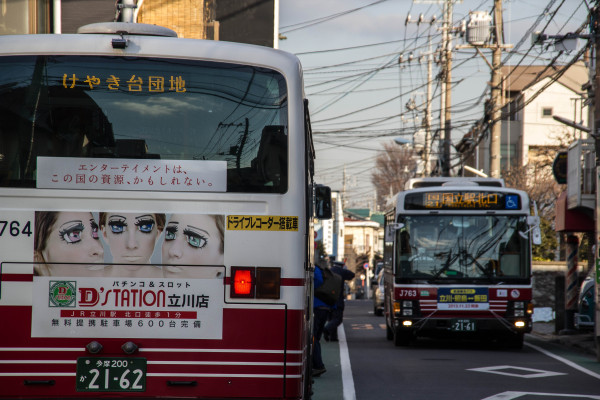
けやき台団地線第二待避所にて退避するJ763号車と通過するJ764号車
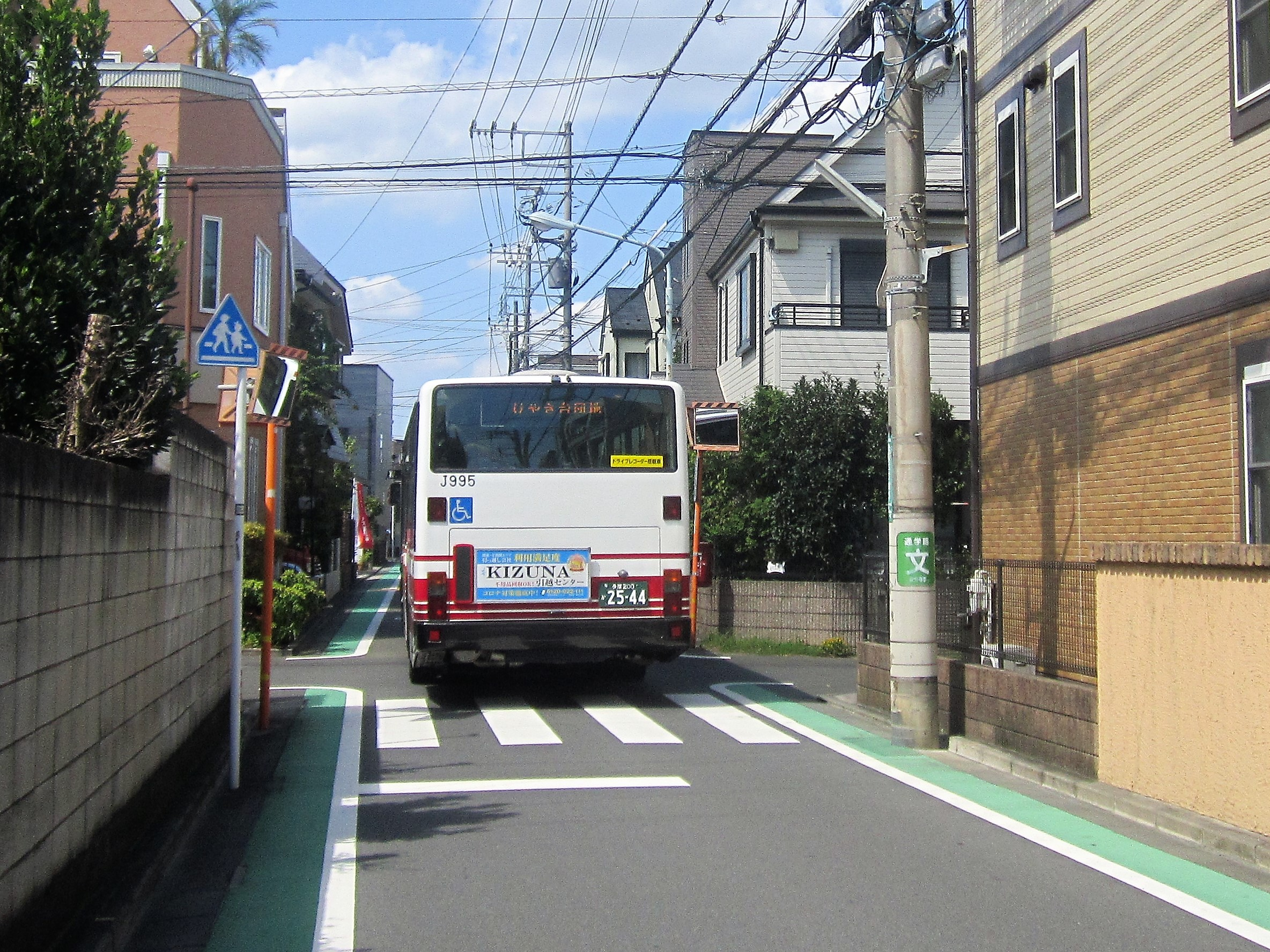
けやき台団地線狭隘区間を走行するJ995号車
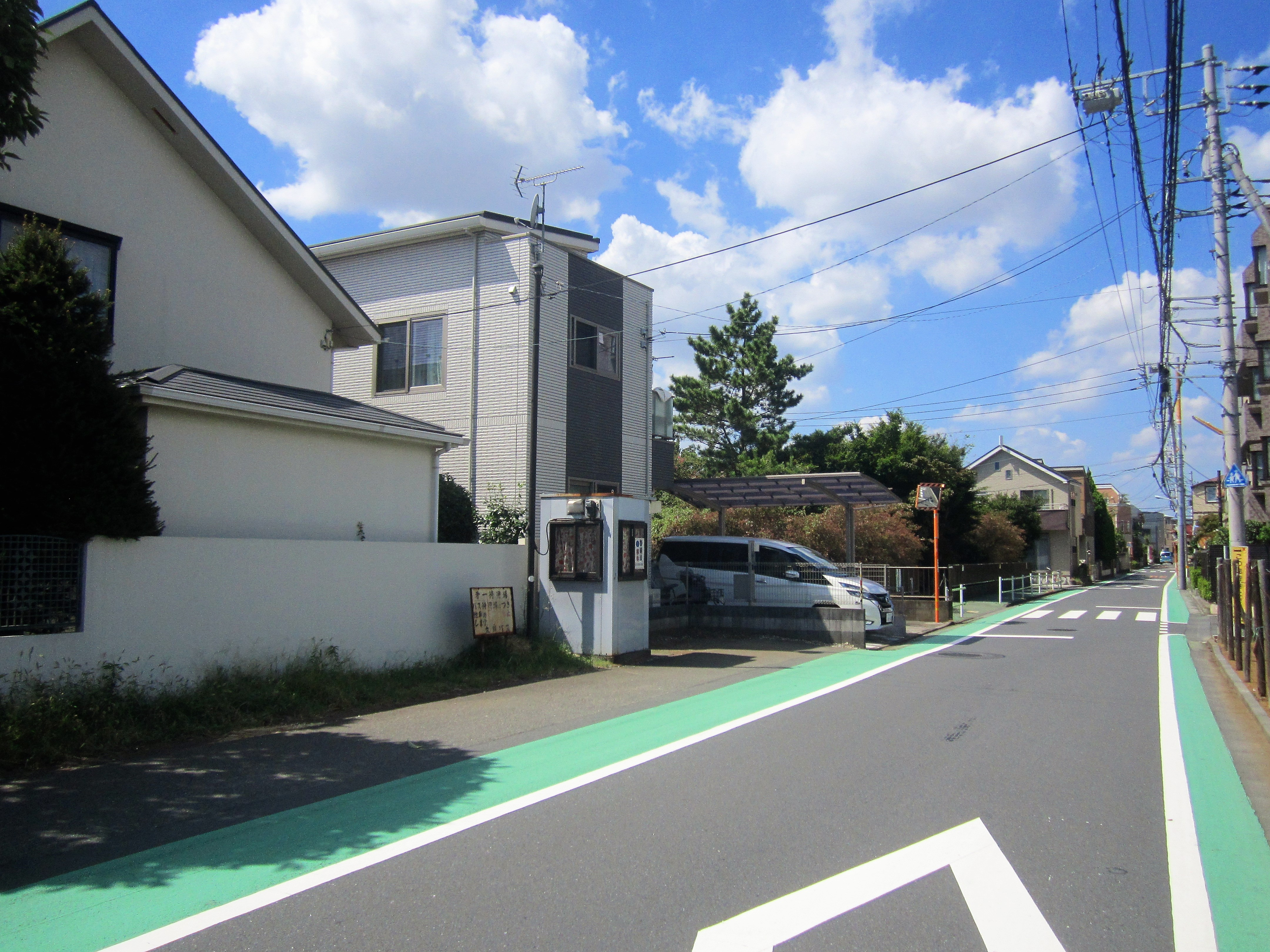
けやき台団地線第一待避所
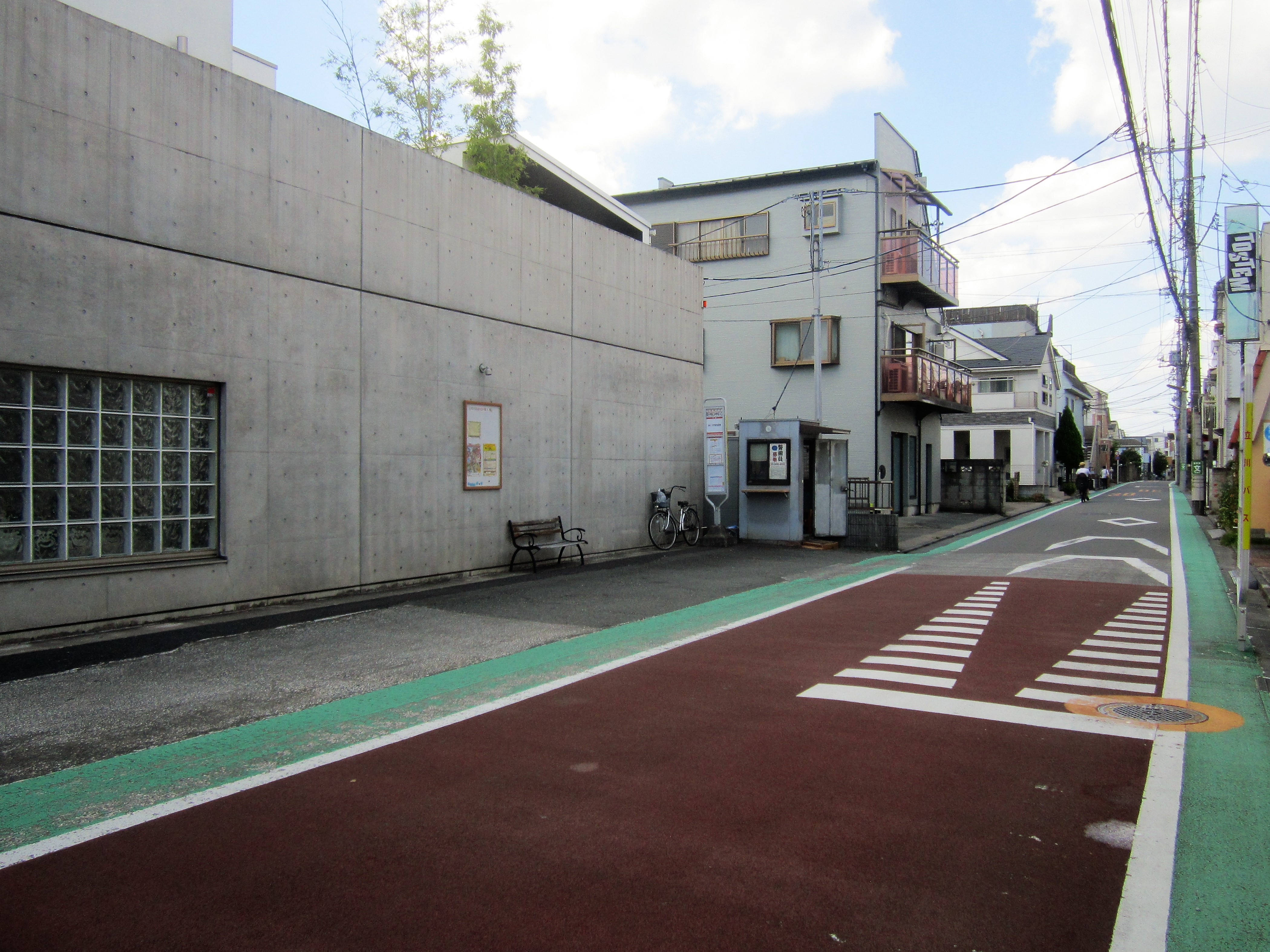
けやき台団地線第二待避所

### 国立駅 - 戸倉循環線
- 国22：国立駅北口 → 日吉町 → 恋ヶ窪駅 → 二ッ塚 → 第六小学校 → 稲荷神社 → 国立駅北口（左回り循環）
- 国23：国立駅北口 → 稲荷神社 → 第六小学校 → 二ッ塚 → 恋ヶ窪駅 → 日吉町 → 国立駅北口（右回り循環）
- 国25：上水営業所 → 砂川七番駅 → 並木町 → 二ツ塚 →恋ヶ窪駅 → 日吉町 → 国立駅北口
- 国25-1 ：国立駅北口 → 日吉町 →  恋ヶ窪駅 →二ツ塚 → 並木町 → 砂川七番駅 → 玉川上水駅南口
- 国26：上水営業所 → 砂川七番駅 → 並木町 → 二ツ塚 → 第六小学校 → 稲荷神社 → 国立駅北口
- 国26-1 ：国立駅北口 → 稲荷神社 → 第六小学校 → 二ツ塚 → 並木町 → 砂川七番駅 → 玉川上水駅南口

国立駅北側の戸倉地区を循環運行する路線で、国25 国25-1は恋ヶ窪出入庫線、国26 国26-1は戸倉出入庫線と称する。どちらも国22・23の出入庫だが、運行は早朝の上水営業所発国立駅北口行きと朝・夜の国立駅北口発玉川上水駅南口行きのみで、本数は極めて少ない。
2023年9月16日のダイヤ改正で朝・夜に運行されていた国25 国26の国立駅北口発上水営業所行は国25-1 国26-1の玉川上水駅南口行に変更された

### 国立駅 - 東京創価小学校線（旧北町公園線）
- 国24-2：国立駅北口 → 花街道 → 東京創価小学校 → 並木町二丁目 → 花街道 → 国立駅北口
- 国24-3：国立駅北口 → 花街道 → 並木町 → 東京創価小学校
- 国24-4: 国立駅北口 → 花街道 → 東京創価小学校 → 並木町二丁目

国立駅から国分寺市の並木町、北町地区に至る路線。後述する狭隘区間への対応から中型車によって運行されている。もともと並木町地区には立川駅 - 小平団地線（廃止）や、恋ヶ窪出入庫線、戸倉出入庫線等の五日市街道を東西に走る路線のみであったが、この路線の新設で最寄りのJR駅への短絡化が達成された。今でも運行頻度は朝は10分間隔と徐々にだが本数の増加は見られる。
当初は国立駅 - 高木町にてけやき台団地国立線と同一経路を走行していたが、2003年にほぼ全便が第二小学校経由に変更された。第二小学校 - 変電所は、稲荷神社 - 高木町と同様に道路が狭隘だが、けやき台団地国立線と異なり、狭隘区間でも花街道バス停付近の交差点南側を除きバスの離合が可能なため、待避場の設置や誘導員は配置されていない。東京創価小学校行きの花街道のバス停では道路外に停留場と乗降スペースが設けられている。
また、小平市との境に近い北町二丁目停留所から北東方向へ10分程歩くと、西武国分寺線鷹の台駅がある。

### 国立駅 - 弁天通り折返場線
- 国27：上水営業所 → 幸町一丁目 → 弁天通り折返場 → 下弁天 → 稲荷神社 → 国立駅北口
- 国29：国立駅北口 - 稲荷神社 - 下弁天 - 弁天通り折返場
- 国29-2：国立駅北口 → 稲荷神社 → 下弁天 → 弁天通り折返場 → 幸町一丁目 → 上水営業所 → 玉川上水駅南口

国立駅北口を出て、国分寺市の最西部を走る路線。もともと弁天線として国立駅 - 立川駅を結んでいたが、上弁天から立川駅はけやき台団地立川線と重複しており、これに委ねる形で分割され、さらに北に延長された。折返場線単独となってからは、戸倉循環線の出入庫もこの線を経由して行うなどの改正により、運行本数は次第に増発された。現在は、ラッシュ時を除けば、けやき台団地国立線と肩を並べそうな勢いとなっている。また、2024年8月19日の全路線ダイヤ改正実施までは、国27系統を除くこの二路線においても深夜バスの運行があったが、現在は無くなっている。
弁天通り折返場は国分寺西町アパートに接して停留所が設けられている。この停留所から北に向かうとすぐ立川通りとの交差点があり、立30.31系統若葉町団地線や西武バスが通る榎戸弁天停留所がある。なお、「弁天通り折返場」という停留所名は時期や資料によって送り仮名の振り方が異なっており、どれが正しいというのがわからない状況である。なお、路線開設当初は藤パブリックテニスコート（現：弁天通り北）バス停を出てすぐ右折したところに仮の折返場があった。
なお現在は、総運行本数のうちの約半数程度が弁天通り折返場を越えて、玉川上水駅(上水営業所)発着となっている。上水営業所付近の道路配置の関係で下りは玉川上水駅南口まで行くが、上りは上水営業所始発となるので注意が必要。

### 国分寺駅 - 小平団地 - 花小金井駅 - 大沼団地線
- 寺50：上水営業所 → 砂川七番駅 → 砂川九番 → 並木町二丁目 → 二ツ塚 → 喜平橋 → 国分寺駅北口（土曜・休日運休）
- 寺51：国分寺駅北口 → 喜平橋 → 小平団地中央 → わかば住宅 → 花小金井駅北口 - 昭和病院前 → 昭和病院
- 寺51：国分寺駅北口 → 喜平橋 → 小平団地中央 → わかば住宅 → 花小金井駅北口 → 昭和病院前（深夜バスあり）
- 寺51-1：昭和病院 → 花小金井駅南口 → わかば住宅 → 小平団地中央 → 喜平橋 → 国分寺駅北口
- 寺52：国分寺駅北口 → 喜平橋 → 小平団地中央 → 回田本通り入口（深夜バス有り）
- 寺53：国分寺駅北口 → 喜平橋 → 回田本通り入口 → 小平団地中央 → 喜平橋 → 国分寺駅北口
- 寺54：国分寺駅北口 → 喜平橋 → 小平団地中央 → 回田本通り入口 → 喜平橋 → 国分寺駅北口（土曜運行）
- 寺55：国分寺駅北口 - 喜平橋 - 小平団地中央 - わかば住宅 - 花小金井駅南口
- 寺56：国分寺駅北口 → 喜平橋 → 小平団地中央 → わかば住宅 → 花小金井駅北口 → 昭和病院前 → 大沼団地
- 寺56-1：大沼団地 → 昭和病院 → 花小金井駅南口 → わかば住宅 → 小平団地中央 → 喜平橋 → 国分寺駅北口
- 寺57：国分寺駅北口 - 喜平橋 - 小平団地中央 - 天神グランド前 - 大沼団地（花小金井駅非経由、土曜・休日運休）

JR中央線国分寺駅の北口を起点として小平団地から西武新宿線花小金井駅および昭和病院、大沼団地へ至る路線で、立川バス管内では最東端の路線である。国分寺駅付近の道路が狭隘なため、中型車が限定で運用されている。寺51・昭和病院前止まりは上水営業所への入庫便ダイヤで、昭和病院構内には入らずに病院前の青梅街道上で終点・回送となる。
昭和病院前 - 大沼団地間は、2006年8月16日に開通した。当時行われていた昭和病院の建て替え工事に伴い、操車スペースが一時的に使えなくなることによる措置で、新たな需要開拓を狙っての設定だった。その後、昭和病院の建て替え完了後に操車スペースも新装の上で使用再開し、あまり利用は定着しておらず次第に本数は減少している。

### 応現院線
- 立29：曙バスターミナル →（直通）→ 応現院北門
- 立29：応現院北門 →（直通）→ 立川駅北口
- 立29-1：曙バスターミナル →（直通）→ 応現院
- 立29-1：応現院 →（直通）→ 立川駅北口
- 玉19：玉川上水駅南口 -（直通）- 応現院北門
- 玉19-1：玉川上水駅南口 -（直通）- 応現院

2024年（令和6年）2月15日の曙営業所閉所により移管され、福生営業所との共管となった。
立飛駅付近にある真如苑の精舎「応現院」へのアクセス路線として運行される。
かっては福生営業所も運行していたが、現在では上水営業所のみの運行となっている。

### コミュニティバス
以下のコミュニティバスを各自治体より運行受託している。詳細は各路線の記事を参照。
- 立川市 - くるりんバス
- 国立市 - くにっこ
- 国分寺市 - ぶんバス西町ルート（国立駅北口発着）

## 廃止・移管路線
- 立18（初代）：立川駅北口 → 砂川三番 → 日産正門 → 団地中央 → 桜街道 → 玉川上水駅入口 → 立川駅北口
- 立19（初代）：立川駅北口 → 玉川上水駅入口 → 桜街道 → 団地中央 → 日産正門 → 砂川三番 → 立川駅北口

立川駅から砂川五番・超音波工業をすずかけ通り経由で運行していた路線で、超音波工業は現在の泉市民体育館である。現在は運行していない。
- 立18（二代）：立川駅北口 → 災害医療センター東 → 裁判所前 → 柏町青柳住宅 → 立飛本社前 → 立川駅北口（柏町青柳循環）

2009年（平成21年）の裁判所線新設によって登場した循環路線で、2018年（平成30年）7月1日のダイヤ改正で廃止された。
- 立21（初代）：立川駅北口 - 玉川上水駅入口 - 桜街道 - 団地中央 - 村山療養所西門 - 横田 - 三ツ藤住宅
- 立23（初代）：上水営業所 → 村山団地 → 団地中央 → 立川駅北口

先代の立23は立22の出庫便で使用されており、入庫便は設定されていなかった。別系統番号としていたが、現在は出庫便も含めて立22として運行している。
- 立24：立川駅北口 → 玉川上水駅入口 → 桜街道 → 南街 → 東大和市駅入口 → 南街 → 桜街道 → 玉川上水駅入口 → 立川駅北口

1998年（平成10年）11月27日の多摩都市モノレール開業により、上水営業所発着の玉14（上水営業所 - 玉川上水駅 - 東大和市駅入口）へ短縮された。なお、2024年現在で東大和市駅への立川バス路線は存在しない。
- 立25（初代）：立川駅北口 - 玉川上水駅入口 - 北台 - 芝中団地

立川駅から芝中団地への路線だが2000年代には廃止されており、芝中団地へも現在は西武バスのみとなっている。
- 立25（二代）：立川駅北口 - 高松町三丁目 - 立飛本社前 - 砂川七番駅 - 上水営業所 - 玉川上水駅 - 桜街道 - 団地中央 - 東経大入口 - 新海道 - 武蔵村山病院 - イオンモール

2022年（令和4年）3月16日のダイヤ改正により廃止された。
- 立26：立川駅北口 - 玉川上水駅入口 - 北台 - 四ッ街道 - 芋窪

立川駅から芋窪街道を北上する中距離路線で、多摩都市モノレール開業後も輸送障害時などを含めて運行が続いていたが、2001年（平成13年）4月16日に玉13（玉川上水駅 - 芋窪）へ短縮された。
- 立31（初代）：立川駅北口 - 栄町二丁目 -（無停車）- 幸町三丁目 - 砂川九番 - 若葉小学校 - 若葉町団地
- 立31-2（初代）：立川駅北口 - 栄町二丁目 -（無停車）- 幸町三丁目 - 砂川九番 - 若葉町交差点 - 若葉町団地
- 立31-1：立川駅北口 - 高松町三丁目 - 西武バス立川営業所 - 幸町三丁目
- 立31-2（二代）：立川駅北口 - 高松町三丁目 - 西武バス立川営業所 - 栄町二丁目 - 昭和第一学園 - 幸町三丁目 - 砂川九番 - 若葉町交差点 - 若葉町団地

1971年（昭和46年）の開業から栄町二丁目 ‐ 幸町三丁目間の各停留所（昭和第一学園、東栄会、榎戸弁天）が無停車だったが、2011年（平成23年）5月16日の改正で停車化され、立31・31-2（いずれも初代）が廃止された。その後、2018年（平成30年）3月16日の改正で立30（立川駅 - 武蔵野美術大学）新設により立31-2（二代）が代替廃止された。立31-1は幸町三丁目までの区間便だったが、2022年（令和4年）3月16日のダイヤ改正で廃止された。
- 立32：立川駅北口 - 栄町二丁目 - 第八小学校（西武バス立川営業所と共同運行）

通学する小学生向けではなく、終点付近にある西けやき台団地の住民が利用する路線として開通した。2011年（平成23年）5月16日のダイヤ改正で第八小学校折返場の廃止と幸町団地への延伸と共に立川バスのみ撤退した。
- 立52：立川駅北口 - 栄町三丁目 - 上弁天 - 稲荷神社 - 国立駅北口
- 立77：立川駅南口 → アミューたちかわ → 西国立駅入口 → 東京女子体育大学入口 → 立川駅南口（土曜運行）

土曜運行の循環路線で「立川市役所循環」として2002年（平成14年）7月12日に新設された。のちに立川市役所移転に伴い西国立循環と改称されたが、2011年（平成23年）5月16日に国20-5へ代替廃止された（最終運行日は5月14日）。
- 立87：立川駅北口 - 緑川商店会 - 東緑川

1998年（平成10年）11月27日の多摩都市モノレール開業により廃止された。
- 立98：立川駅北口 → 立飛駅 → 応現院 → 泉市民体育館 → 玉川上水駅南口（記載停留所のみ停車）
- 立99：玉川上水駅南口 → 泉市民体育館 → 応現院 → 立飛駅 → 立川駅北口（記載停留所のみ停車）

起終点は同じだが途中の経路が異なるため別番号が与えられていた。2024年（令和6年）8月29日に廃止された。
- 玉11：上水営業所 - 玉川上水駅 - 北台 - 芝中団地
- 玉12（初代）：上水営業所 - 玉川上水駅 - 団地中央 - 村山病院西門 - 桃の木 - 武蔵村山高校 - 箱根ヶ崎駅

イオンモール線開通より前に運行されていた先代の玉12で、系統番号のみ再利用されている。
- 玉12（二代）：玉川上水駅 - 村山医療センター南 - 三本榎 - イオンモール

イオンモール方面の全路線が新海道経由へ変更されたため、2010年（平成22年）4月16日に玉12-2へ代替廃止された。
- 玉12-3：イオンモール → 武蔵村山病院 → 新海道 → 団地中央 → 桜街道 → 玉川上水駅 →（無停車）→ 立川駅北口

玉川上水駅から立川駅北口までは無停車で運行していた急行路線だが、2013年（平成25年）10月16日に廃止された。
- 玉14：上水営業所 - 玉川上水駅 - 桜街道 - 南街 - 東大和市駅入口

1998年（平成10年）11月27日の多摩都市モノレール開業により立24（立川駅 - 東大和市駅入口循環）の短縮代替として新設されたが、多摩都市モノレールが多摩センター駅まで延伸された2000年（平成12年）1月10日に廃止された。
- 国19：立川駅北口 - 西武バス立川営業所 - 北町 - 東立川 - 音高 - 国立駅南口

2003年12月16日に廃止され、現在は立53（立川駅 - 北町）が運行中。
- 国27（初代）：上水営業所 - 砂川七番 - 栄町三丁目 - 上弁天 - 稲荷神社 - 国立駅北口
- 国29（初代）：国立駅北口 → 稲荷神社 → 上弁天 → 稲荷神社 → 国立駅北口
- 花26：花小金井駅北口 - 昭和病院 - 大沼団地

## 車両

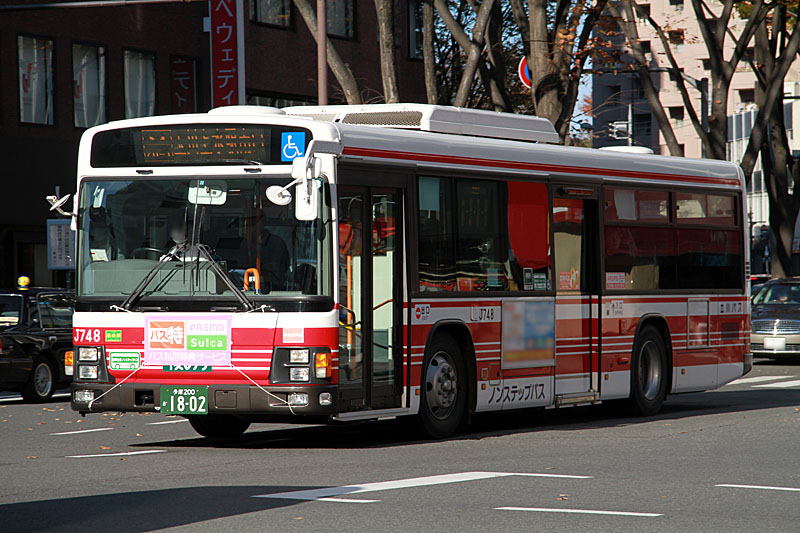
上水営業所の所属車両
いすゞ・エルガ (J748)

上水営業所では、いすゞ自動車と三菱ふそうの車両を導入してきた。
いすゞ製大型車は富士重工業製車体を架装していた。その一方で、純正車体（IKコーチ）のジャーニーKも導入していた。1980年代以降はキュービック（富士重工5E・7E車体架装）も多数在籍し、7E車体を架装したJ717号車（KC-LV380L、1998年式）は、延命措置をされ2022年現在も現役であり、都内では貴重なツーステップバスとなっている。2000年代以降はエルガ、エルガミオが多く在籍する。
三菱ふそう製の車両は、三菱自工（名古屋）製のB35型「ブルドッグ」車体を架装したMPや、呉羽車体を架装したエアロスターKが在籍した。1990年代後半には、立川バスで初のノンステップバスであるエアロスターノーステップ（KC-MP系）が導入された。
また、応現院線が曙営業所廃止で編入してきた車両の中には4枚折戸の三菱エアロスターが在籍している。
日野自動車製の車両は、コミュニティバス用の小型車が在籍するほか、2020年にはブルーリボンハイブリッド（2SG-HL2ANBP）が配置され、2024年時点では6台が在籍している。
小型車は三菱ふそう・エアロミディME、コミュニティバス用の日野・ポンチョ（2代目HX系）があり、ポンチョは使用路線に合わせて2ドアロングボディ、1ドアショートボディの2タイプが在籍する。くるりんバス・くにっこ用の初代ポンチョ、ぶんバス「西町ルート」用の日野・リエッセ（J30号車）が在籍していたが、2代目ポンチョに代替されて現存しない。ぶんバス専用車のJ30号車は、立川バス唯一のCNG車であった。
また1980年に開業した武蔵村山市内循環バスの専用車として、いすゞ・ジャーニーL（K-BE22）が3台在籍したが、これは武蔵村山市が車両を購入して運行開始したものである。初代車両のジャーニーLの代替として、1990年に日野・レインボーRB、1999年に日野・リエッセが導入され、上水営業所に在籍していたが、2000年10月1日より武蔵村山市内循環バスは瑞穂営業所へ移管され、専用車両も転出した。
コミュニティバス用車両の詳細については、各路線の記事を参照のこと。
高速車は、以前から三菱ふそう製の三菱ふそう・エアロエースやエアロクィーンが導入されていたが、その後、高速バスの運行がシティバス立川拝島営業所へ移管されたことに伴い、全車両が転出した。
2009年4月頃より、従来の通常方向幕の車両は順次、LED式の方向幕へ改造された。

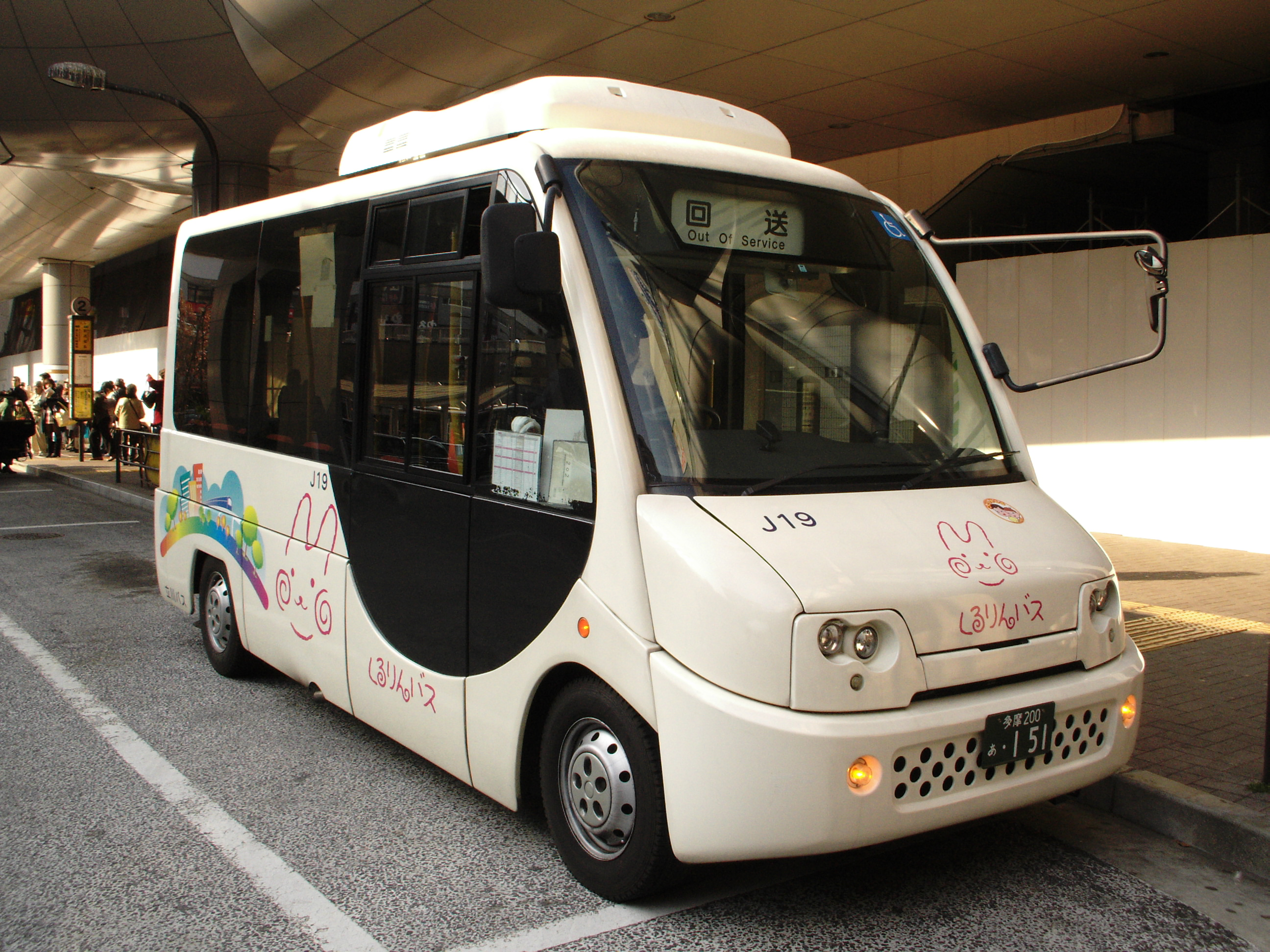
立川市「くるりんバス」の初代ポンチョ（除籍済）
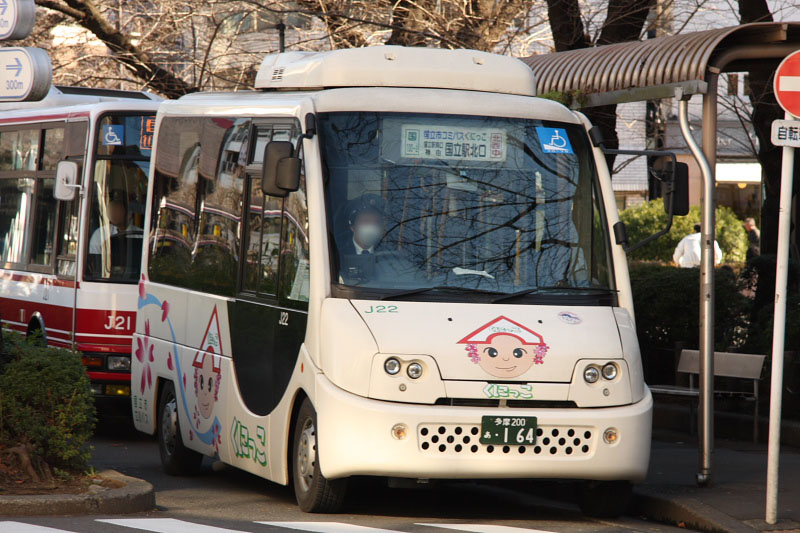
国立市「くにっこ」の初代ポンチョ（除籍済）

### ラッピングバス
J770号車は「聖☆おにいさんバス」になった際に「兄さん」の語呂合わせで希望ナンバーの「・・23」を取得した。同車は2014年11月より「ウドラ」のラッピングバスになったが、ナンバーは変更されていない。また2016年4月頃にウドラバスの2号車として従来の柄を踏襲しつつ、オレンジ色を基調としたJ776が登場した。
他に立川バス公式サイトで運用が公開されているラッピングバスとしてはリラックマバスがあり、国立駅発着メインに運行する2号車のJ778（いすゞ・エルガ）は水色基調となっている。
北町方面へのリラックマバス4号車のJ379（いすゞ・エルガミオ）は、車両は現存しているが、ラッピングは解除されている。その後、若葉町団地・武蔵野美術大学方面をメインに運行開始したリラックマバス新4号車のJ823（三菱ふそう・エアロスター）は、ピンク色基調にイチゴをあしらったカラーとなっている。